# Смоляри-1
Смоляри-1 — лісовий заказник місцевого значення. Об'єкт розташований на території Ковельського району Волинської області, на схід від с. Смолярі.
Площа — 33 га, статус отриманий у 1991 році. Перебуває у користуванні ДП «Старовижівське ЛГ», Дубечнівське лісництво, квартал 75, виділ 17.
Охороняється лісонасіннєва ділянка дуба звичайного з домішкою сосни звичайної віком понад 100 років. У підліску зростають крушина ламка, горобина звичайна, ліщина звичайна, у трав'яному покриві - орляк звичайний, печіночниця звичайна, підмаренник запашний, чорниця, бруслина. Трапляється лікарська рослина – кадило звичайне.

## Галерея

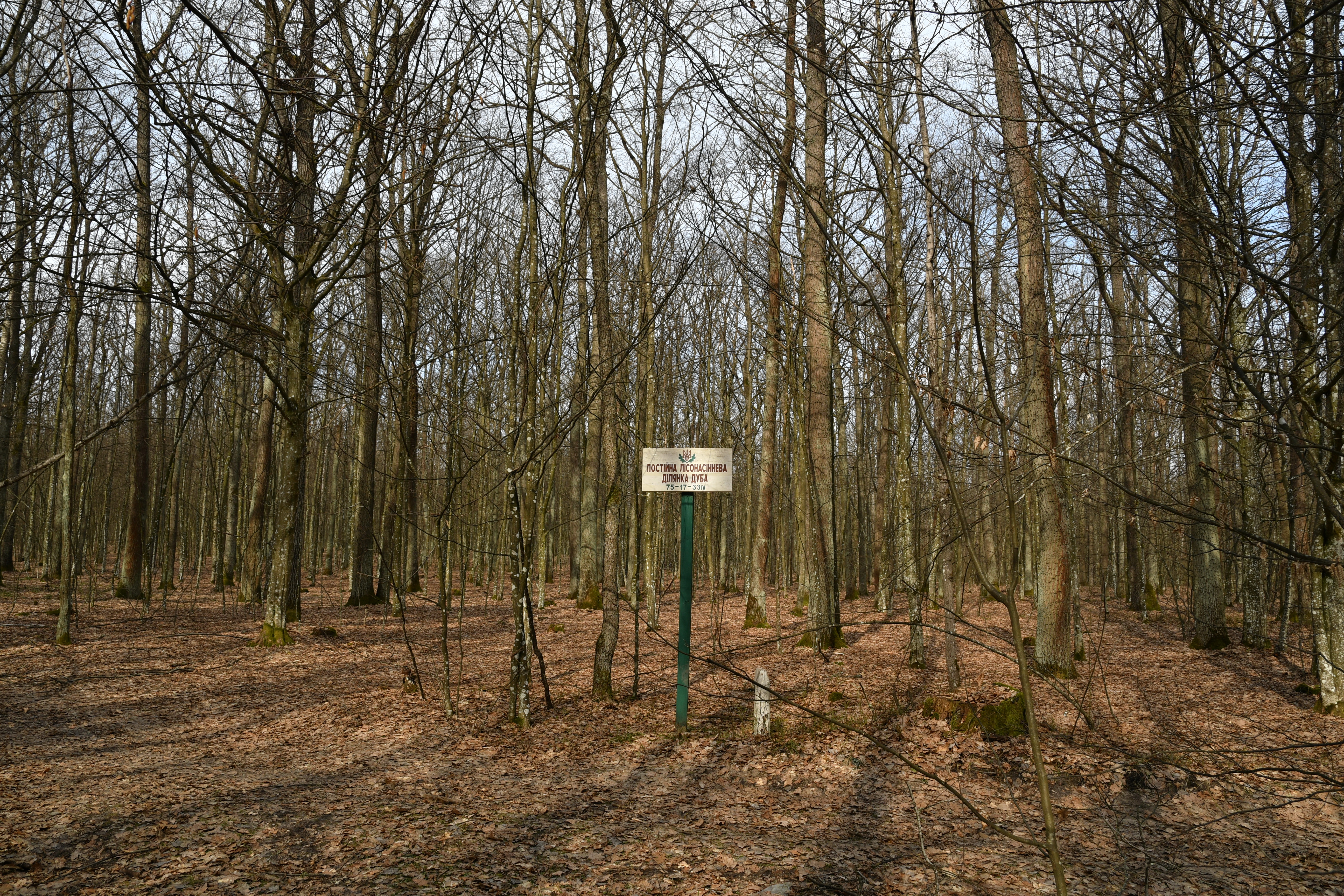
Вигляд зі сходу
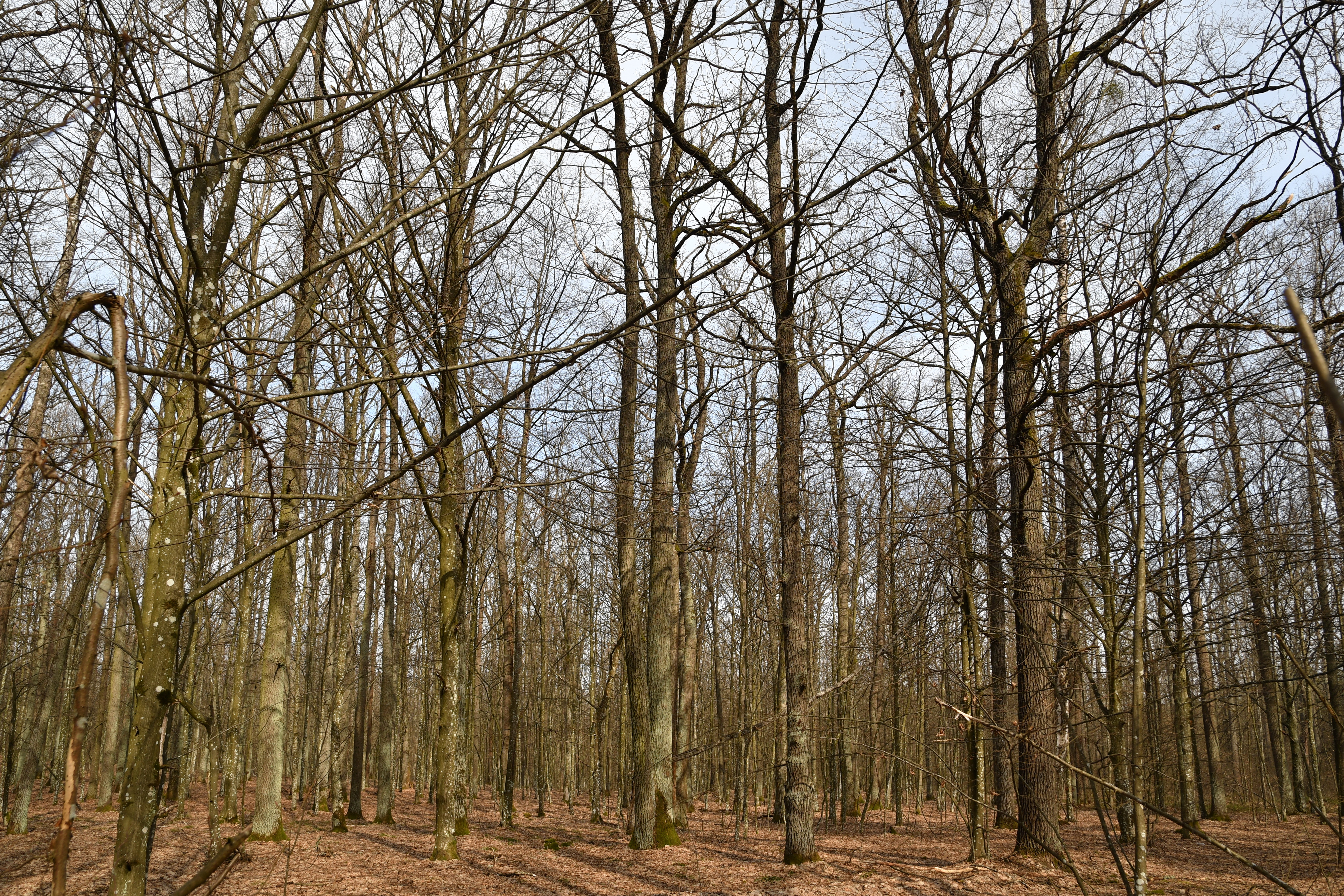
Вигляд з півдня
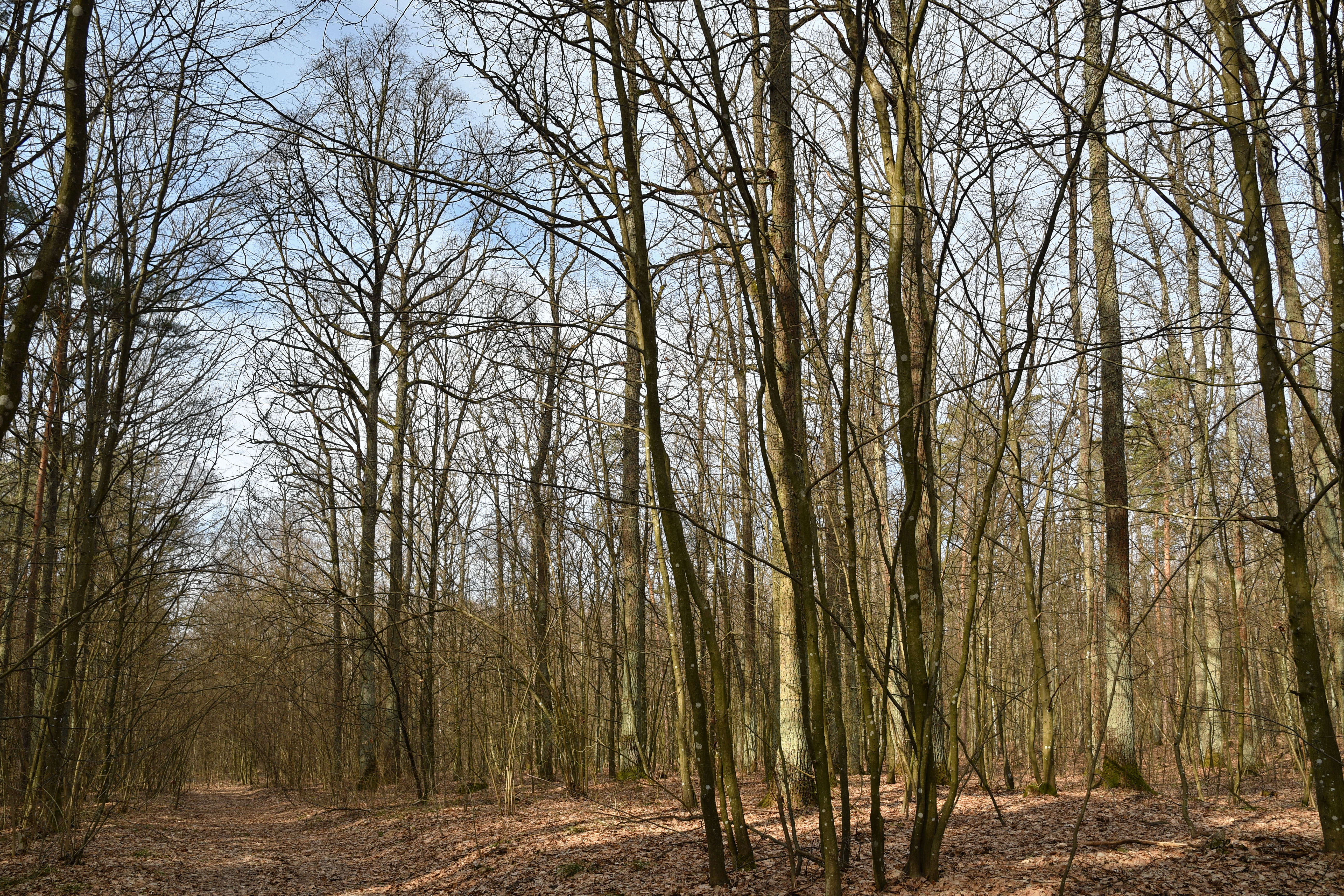
Вигляд з півдня
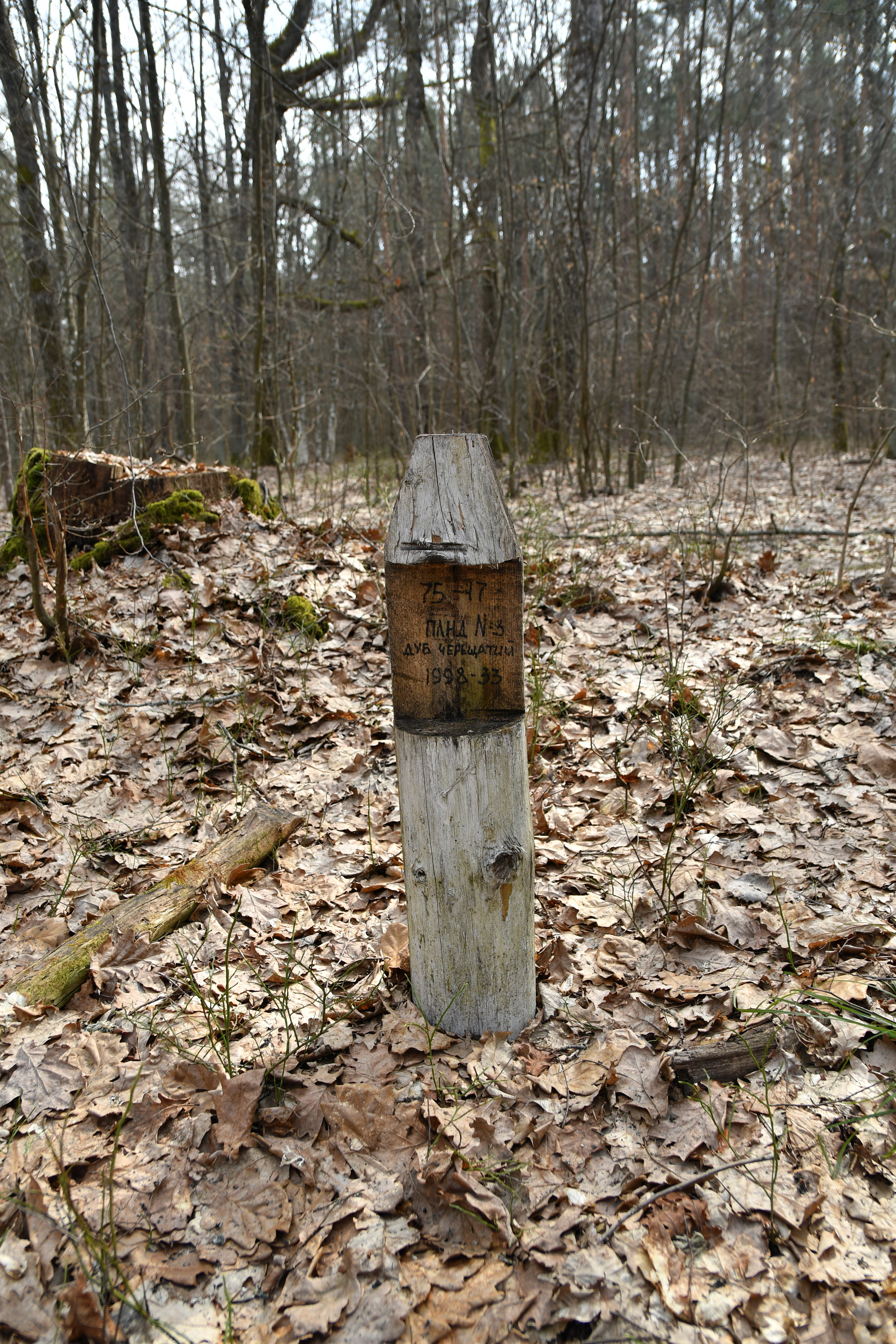
Знак лісового кварталу N75-17